# Regione di Zlín
La regione di Zlín (in ceco Zlínský kraj) è una regione (kraj) della Repubblica Ceca, situata nella parte centro-orientale della regione storica della Moravia. Il suo nome è dato dal capoluogo Zlín.

## Distretti
- Distretto di Kroměříž
- Distretto di Uherské Hradiště
- Distretto di Vsetín
- Distretto di Zlín

## Città
- Brumov-Bylnice
- Bystřice pod Hostýnem
- Chropyně
- Holešov
- Hulín
- Kroměříž
- Kunovice
- Luhačovice
- Napajedla
- Otrokovice
- Rožnov pod Radhoštěm
- Slavičín
- Staré Město
- Uherské Hradiště
- Uherský Brod
- Valašské Klobouky
- Valašské Meziříčí
- Vsetín
- Zlín